# 大正四谷怪談
『大正四谷怪談』とは、岸田理生作、栗田芳宏演出による舞台作品。鶴屋南北作『東海道四谷怪談』を大正時代に設定を移し、切ない「愛の物語」として描く。

## あらすじ
時代は大正。罪悪の観念がない伊右衛門。若くして彼には十歳年上の娼婦の妻がいる。妻の名前はお岩。無私の女である。伊右衛門に女がいても、ただひたすら彼を愛し続けている。二人には過去の罪がある。伊右衛門は二人の恋を禁じたお岩の父を殺した。お岩もそのことを知りながら東京に出てきた。その時二人と一緒に上京したのが、伊右衛門に仕えていた直助とお岩の義妹お袖とその夫与茂七。直助にも秘密があった。直助にとってお袖は実の妹なのに、女として愛し、それを知った実の父を殺してしまった。お袖もまた病身の夫のために娼婦を生業としている。それら全てを伊右衛門は知っていた。

## キャスト
- 伊右衛門…藤原竜也
- お岩…松井誠
- 直助…田山涼成
- お袖…寺島しのぶ

## スタッフ
- 作：岸田理生
- 演出：栗田芳宏
- 音楽：宮川彬良
- 美術：朝倉摂
- プロデューサー：森本仁郎・金森美弥子
- エグゼクティブプロデューサー：堀 威夫

## 公演データ
1999年
- 10月14日 - 10月25日 シアターアプル
- 10月28日 - 31日 名古屋港湾会館
- 11月4日 - 13日 近鉄小劇場
- 11月16日 - 18日 新潟市民芸術文化会館
- 11月21日 - 23日 仙台太白区文化センター